# نورواستروئید
نورواستروئیدها (به انگلیسی: Neurosteroid) که به عنوان استروئیدهای فعال عصبی (به انگلیسی: Neuroactive steroids) نیز شناخته می‌شوند، استروئیدهای درون‌زاد یا برون‌زادی هستند که به سرعت تحریک‌پذیری نورون‌ها را از طریق تعامل با کانال یونی وابسته به لیگاند و سایر گیرنده‌های سطح سلولی تغییر می‌دهند. اصطلاح نورواستروئید توسط فیزیولوژیست فرانسوی اتین-امیل بالیو ابداع شد و به استروئیدهای سنتز شده در مغز اشاره دارد. اصطلاح استروئید فعال عصبی به استروئیدهایی گفته می‌شود که می‌توانند در مغز سنتز شوند یا توسط یک غده درون‌ریز سنتز شده و سپس از طریق جریان خون به مغز رسیده و بر عملکرد مغز تأثیر می‌گذارند. اصطلاح استروئیدهای عصبی برای اولین بار در سال ۱۹۹۲ توسط استیون پل و رابرت پردی ابداع شد. برخی از این استروئیدها علاوه بر آثارشان بر روی گیرنده‌های غشای عصبی، ممکن است از طریق گیرنده‌های هورمون استروئیدی هسته‌ای نیز بر بیان ژن تأثیر بگذارند. نورواستروئیدها طیف گسترده‌ای از کاربردهای بالینی بالقوه از آرام بخش تا درمان صرع و آسیب مغزی تروماتیک دارند. گاناکسولون، آنالوگِ سنتزیِ نورواستروئیدِ درون زادِ آلوپرگنانولون، برای درمان صرع تحت بررسیست.

## جهت مطالعه
- Akk G, Shu HJ, Wang C, Steinbach JH, Zorumski CF, Covey DF, Mennerick S (December 2005). "Neurosteroid access to the GABAA receptor". The Journal of Neuroscience. 25 (50): 11605–13. doi:10.1523/JNEUROSCI.4173-05.2005. PMC 6726021. PMID 16354918.
- Wang JM, Johnston PB, Ball BG, Brinton RD (May 2005). "The neurosteroid allopregnanolone promotes proliferation of rodent and human neural progenitor cells and regulates cell-cycle gene and protein expression". The Journal of Neuroscience. 25 (19): 4706–18. doi:10.1523/JNEUROSCI.4520-04.2005. PMC 6724768. PMID 15888646.
- Dong E, Matsumoto K, Uzunova V, Sugaya I, Takahata H, Nomura H, Watanabe H, Costa E, Guidotti A (February 2001). "Brain 5alpha-dihydroprogesterone and allopregnanolone synthesis in a mouse model of protracted social isolation". Proceedings of the National Academy of Sciences of the United States of America. 98 (5): 2849–54. Bibcode:2001PNAS...98.2849D. doi:10.1073/pnas.051628598. PMC 30228. PMID 11226329.
- Melcangi RC, Celotti F, Martini L (March 1994). "Progesterone 5-alpha-reduction in neuronal and in different types of glial cell cultures: type 1 and 2 astrocytes and oligodendrocytes". Brain Research. 639 (2): 202–6. doi:10.1016/0006-8993(94)91731-0. PMID 8205473. S2CID 37105244.
- Corpéchot C, Robel P, Axelson M, Sjövall J, Baulieu EE (August 1981). "Characterization and measurement of dehydroepiandrosterone sulfate in rat brain". Proceedings of the National Academy of Sciences of the United States of America. 78 (8): 4704–7. Bibcode:1981PNAS...78.4704C. doi:10.1073/pnas.78.8.4704. PMC 320231. PMID 6458035.
- Reddy D, Rogawski MA (2012). "Neurosteroids — Endogenous regulators of seizure susceptibility and role in the treatment of epilepsy".  In Noebels JL, Avoli M, Rogawski MA,  et al. (eds.). Jasper's Basic Mechanisms of the Epilepsies (4th ed.). Bethesda (MD): National Center for Biotechnology Information. PMID 22787590.